# Pico Meads
El Pico Meads es una cumbre de 1165 metros de alto, ubicado a 0,5 millas náuticas (1 km) del noroeste de la Cresta Hudson en la Sierra Neptune, Montañas Pensacola, Antártida. Fue cartografiado gracias a expediciones del Servicio Geológico de los Estados Unidos y fotografías de la Marina de los Estados Unidos en los años 1956 al 1966. Fue nombrado por el Comité Consultivo sobre Nomenclatura Antártica en honor a Edward "Buzz" C. Meads, quien en invierno de 1958 dirigió la construcción de la Estación científica Ellsworth. 